# Puig d'en Falgueres
El Puig d'en Falgueres és una muntanya de 79 metres que es troba al municipi de Sant Joan de Mollet, a la comarca del Gironès.